# Dexia fuscanipennis
Dexia fuscanipennis là một loài ruồi trong họ Tachinidae.